# Paul MacDonald
Paul MacDonald (8 gennaio 1960) è un ex canoista neozelandese.
Ha vinto due titoli olimpici a Los Angeles 1984 nel K2 500m e nel K4 1000m e altre tre medaglie olimpiche a Seul 1988: una d'oro nel K2 500m, un argento nel K2 1000m (tutte le gare del K2 con il compagno Ian Ferguson) e un bronzo nel K1 500. Si è ritirato dall'attività agonistica.

## Palmarès
- Olimpiadi
  - Los Angeles 1984: oro nel K2 500m e K4 1000m.
  - Seul 1988: oro nel K2 500m, argento nel K2 1000m e bronzo nel K1 500m.

- Mondiali
  - 1982: argento nel K2 500m.
  - 1985: oro nel K2 500m.
  - 1987: oro nel K2 1000m e K1 500m, argento nel K2 500m.
  - 1990: argento nel K2 10000m.